# Neosilurus hyrtlii
Neosilurus hyrtlii är en fiskart som beskrevs av Steindachner, 1867. Neosilurus hyrtlii ingår i släktet Neosilurus och familjen Plotosidae. Inga underarter finns listade i Catalogue of Life.